# Přední Důl
Přední Důl (německy Vorder Thal) je nejmenší ze sedmi osad městyse Kunvaldu v okrese Ústí nad Orlicí. Má 5 domů a od Kunvaldu leží asi 1,5 km jihovýchodním směrem. 
Z mnoha zdejších dolíků se stahuje větší bezejmenný potok, který protéká Modlivým dolem, ve kterém Čeští bratři sloužili své bohoslužby. Jeden z pramenů již zmíněného potoka se jmenuje Jordán – v něm se Čeští bratři křtili. V devadesátých letech devatenáctého století byl ale pramen zakopán a vyschnul, což podpořily i meliorace okolních luk. V dobách, kdy pramen Jordán ještě existoval, tekl potok Modlivým dolem celý rok, nyní ale v létě vysychá. Jordán sem přišel hledat i T. G. Masaryk.[zdroj⁠?!]

## Další fotografie

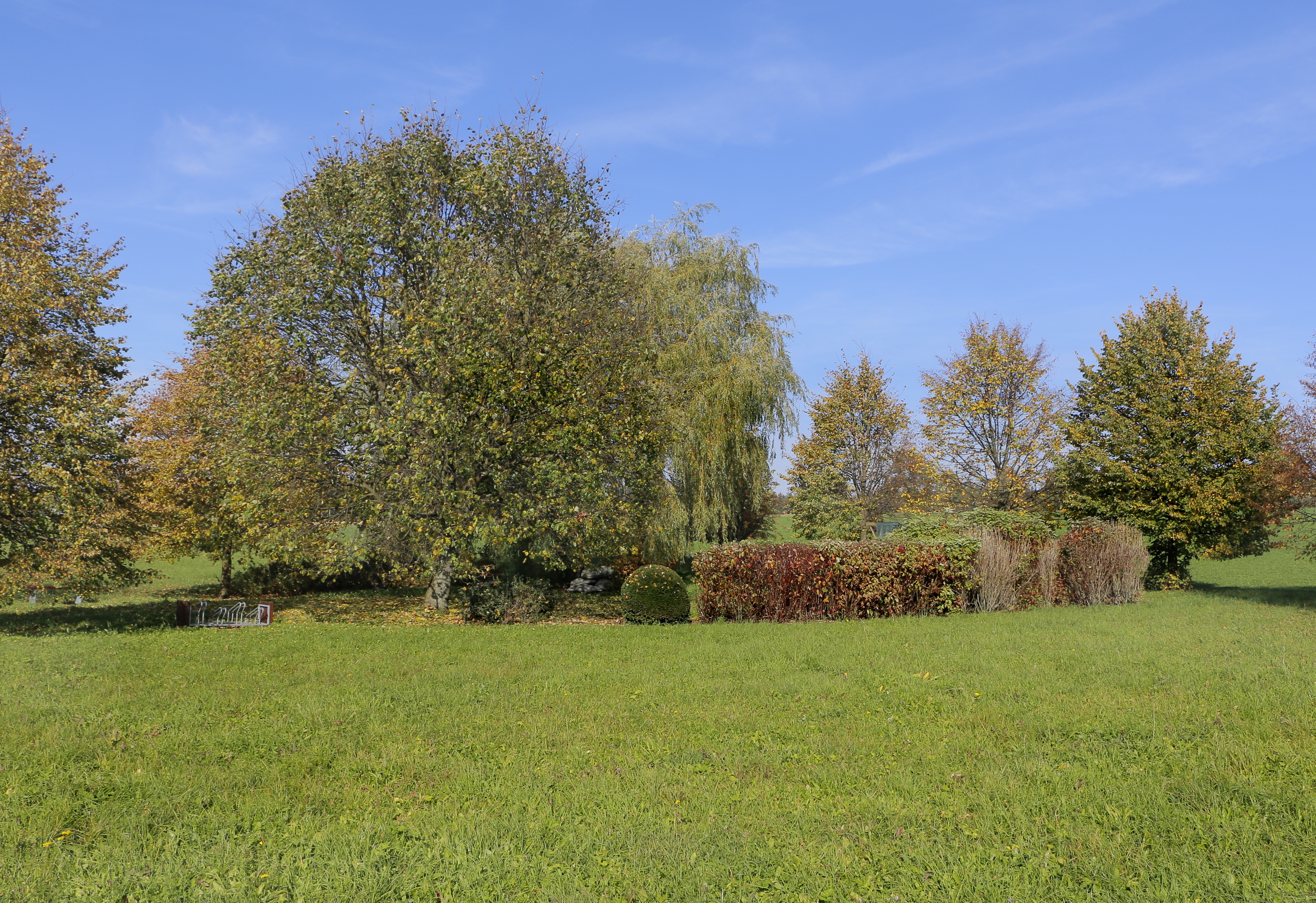
Poutní místo Jordán
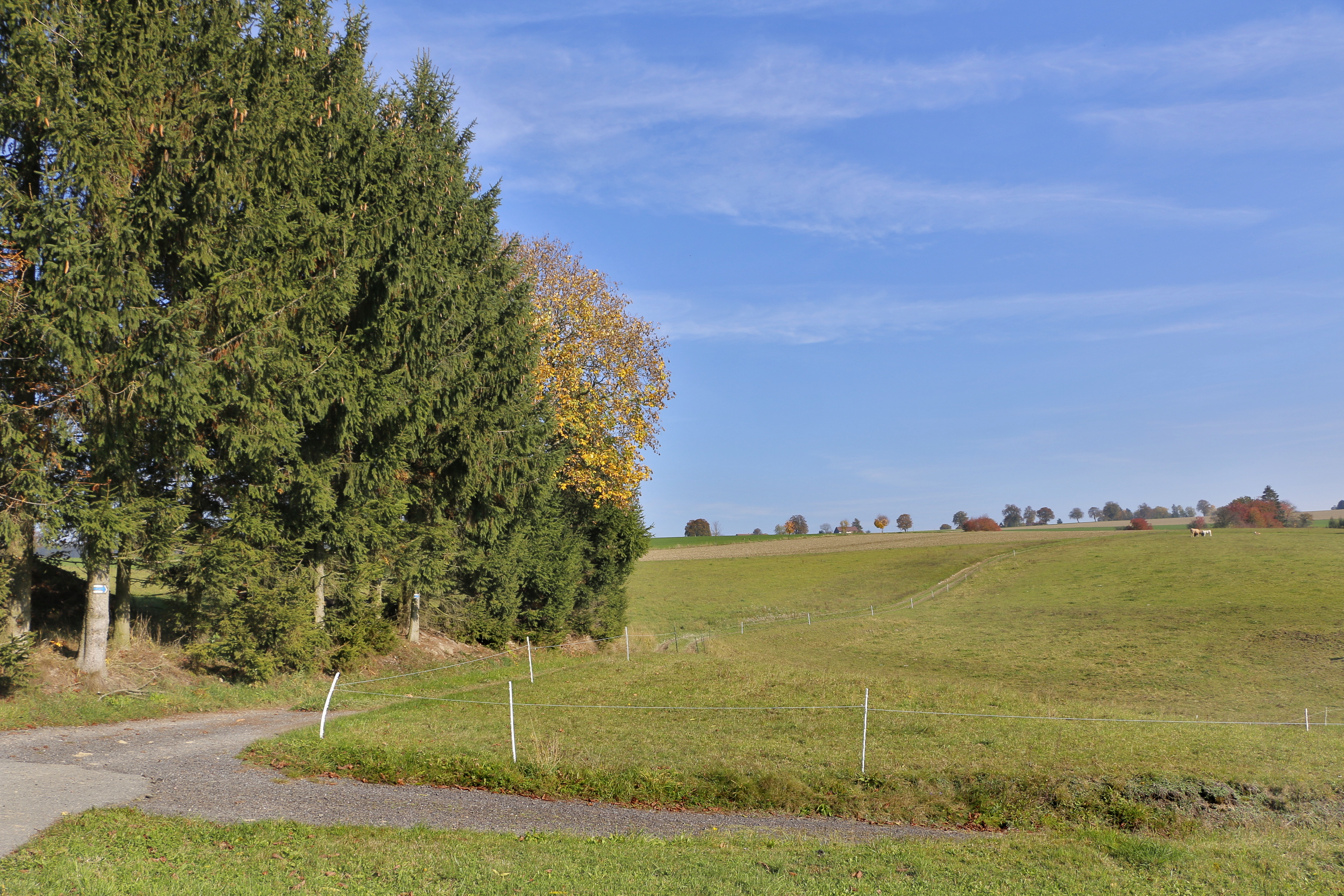
Krajina severovýchodně od osady